# Fort rouge (Delhi)
Pour les articles homonymes, voir Fort rouge.
Le Fort rouge, aussi appelé palais-fort de Shahjahanabad ou Lal Qil'ah (en hindoustani : लाल क़िला ou لال قلعہ (Lal qil'a), en persan : لال قلعه (Lal qal'a), « Fort rouge » dans les deux langues ; de ses noms initiaux क़िला-ए-मुबारक (qilā ē mubārak) ou قلعہ مبارک en hindoustani, « Fort béni » ou « Fort auspicieux », ou قلعه معلی (qal'a-e mu'allā) en persan, « Fort exalté ») est une forteresse et une ancienne résidence impériale d'architecture moghole à Delhi en Inde. Il est inscrit depuis 2007 sur la liste du patrimoine mondial.
Le fort est aussi le lieu depuis lequel le Premier ministre indien s'adresse à la nation chaque 15 août (l'Inde a acquis son indépendance le 15 août 1947), il est le symbole de l'indépendance de l'Inde.

## Description

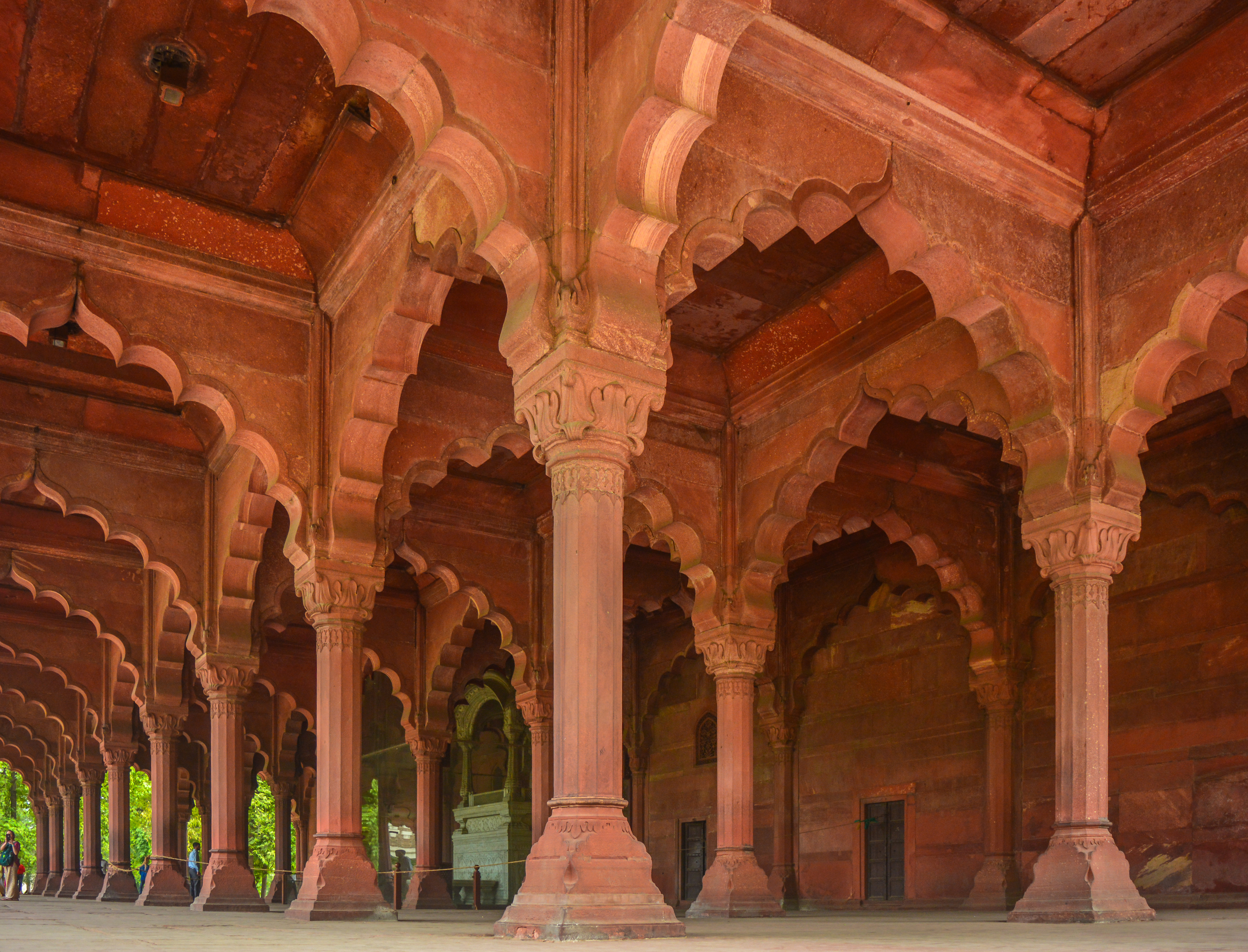
Le Diwan-i-Aam (pour les audiences publiques) à l'intérieur du Fort rouge.

Le fort doit son nom au grès rouge utilisé pour sa construction.
Le Fort rouge se tient sur le côté est de Shahjahanabad (ancien nom de Delhi). Le mur d'enceinte mesure près de 2,5 km de long et mesure entre 16 m de haut (du côté de la rivière) et 33 m de haut (du côté de la ville). Le bâtiment est immense (656 × 328 m).
Les jardins sont alimentés en eau par le détournement de la rivière Yamuna.
Le Fort rouge est l'une des attractions touristiques les plus populaires d'Inde, attirant des millions de visiteurs chaque année.

## Histoire

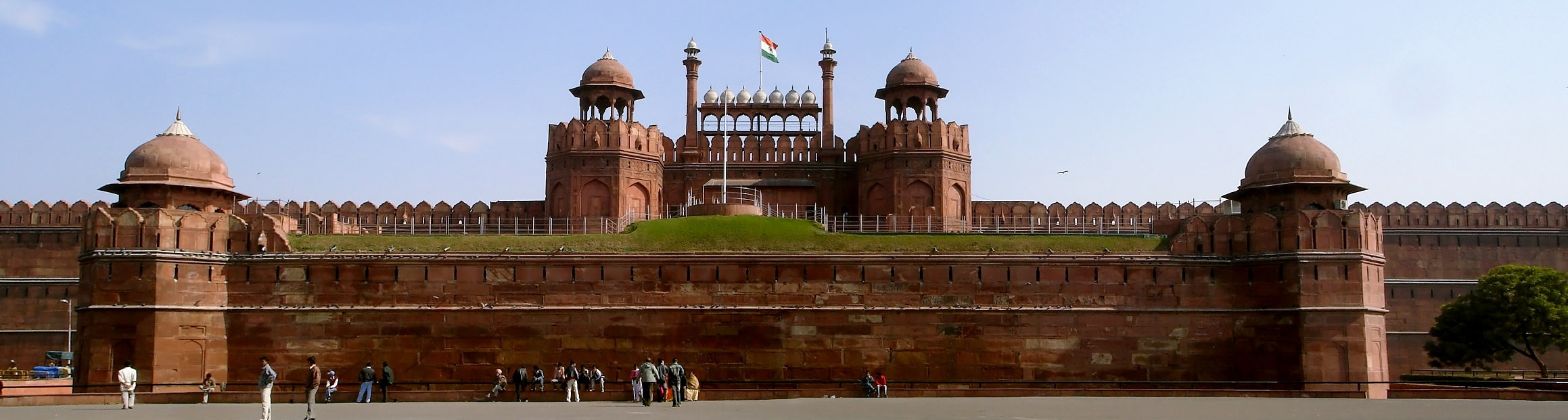
Vue étendue de la façade principale du fort.

Le Fort rouge a été construit par l'empereur moghol Shâh Jahân entre 1638 et 1648. Il s'agit d'un gigantesque complexe aux murs d'enceinte coiffés de tours, qui renferme de nombreux palais impériaux, édifices en marbre et mosquées. Il comporte deux salles d'audience, l'une privée, l'autre publique.
À la fin de la Seconde Guerre mondiale, des procès furent intentés au Fort rouge par les Britanniques contre les officiers capturés de l'Armée nationale indienne, le général Shah Nawaz Khan et les colonels Prem Sahgal et Gurbaksh Singh Dhillon notamment, ce qui provoqua la colère de la population et une révolte de l'armée indienne, ce qui probablement accéléra le processus d'indépendance.
En décembre 2000, le site a été la cible d'un attentat du groupe terroriste Lashkar-e-Toiba. Deux soldats et un civil ont trouvé la mort. D'après les médias, le but de l'attaque était d'empêcher le processus de paix entre l'Inde et le Pakistan au sujet du Cachemire.

### Fiction
Dans l'album Tintin au Tibet, Tintin et la capitaine Haddock se rendent à Delhi et visitent le monument.